# Absolute Superman
Absolute Superman es una serie de cómics de superhéroes publicada por DC Comics, basada en el personaje Superman. La serie, escrita por Jason Aaron e ilustrada por Rafa Sandoval, comenzó a publicarse el 6 de noviembre de 2024 como parte del sello Absolute Universe (AU) de DC. Esta serie es el segundo trabajo de Aaron sobre el personaje Superman, tras el arco argumental de tres números "Yo, Bizarro", publicado en Action Comics #1061-1063.

## Premisa
La serie se centra en una versión de Superman que llega a la Tierra como un adolescente en lugar de un bebé como en la mayoría de las representaciones del personaje.

## Historial de publicación
Para julio de 2024, una serie de cómics centrada en Superman titulada Absolute Superman, escrita por Jason Aaron e ilustrada por Rafa Sandoval, estaba en proceso como parte del sello DC Comics Absolute Universe (AU). Rafael Albuquerque originalmente iba a ilustrar Absolute Superman, pero tuvo que retirarse del proyecto debido a las graves inundaciones en su país natal, Brasil, y Sandoval se incorporó al proyecto un mes antes del anuncio del cómic.
Absolute Superman comenzó a publicarse el 6 de noviembre del mismo año.

## Trama

### "El último polvo de Kriptón" (#1-6)
Kal-El crece en el planeta Kripton con su padre Jor-El y su madre Lara Lor-Van. Fue criado en una granja en las Tierras Rojas como miembro del Gremio del Trabajo, la clase más baja del sistema de castas impuesto en Kriptón. El símbolo del Gremio, que sus miembros deben llevar siempre, es la "S" estilizada que lleva la familia El del universo DC. Los padres de Kal son científicos que pertenecieron a la Liga de las Ciencias, la clase dominante de Kriptón, antes de ser expulsados de la Liga por cuestionar su autoridad. Mientras trabajaba en una mina, Jor-El descubre que Krypton está al borde de la destrucción debido a la imprudencia ambiental de la Liga de las Ciencias. Con la intención de escapar del planeta antes de que explote, Jor-El y Lara desarrollan trajes espaciales inteligentes y una nave espacial para llevarse consigo a tantos vecinos como sea posible. A medida que el deterioro ambiental de Kriptón empeora, Jor-El intenta apelar a la Liga de las Ciencias para que reconozcan la destrucción inminente, pero es encarcelado por herejía científica. Lara lo libera de la prisión, y poco después su hogar es atacado por el Gremio de la Ley. También se revela que el Gremio de las Ciencias ha desarrollado naves para salvarse y dejar que el resto de las clases mueran, tras haber fingido ignorar las advertencias de Jor-El para salvarse discretamente. La familia El logra huir en su nave, llevándose a sus vecinos con ellos mientras el planeta se derrumba, pero la nave es golpeada por escombros y destruida. Los trajes adaptativos de Lara construyen naves espaciales en miniatura a su alrededor, pero para cuando llega a salvo al espacio, Kal-El es el único miembro del grupo que aparentemente ha sobrevivido.
Diecisiete meses después de la explosión de Krypton, Kal llega a la Tierra y aterriza en Smallville, Kansas, donde es acogido por Jonathan y Martha Kent. Los Kent son una pareja de ancianos que lucha por administrar su granja debido a que la malvada Corporación Lazarus usa tecnología antilluvia para obligarlos a vender sus tierras. Kal despierta del coma y ayuda a la pareja en su granja, antes de que la inteligencia artificial de su traje, llamada Sol, se reactive y le permita entender y hablar inglés, tras lo cual destruye los drones antilluvia que sobrevuelan la granja de los Kent. Un transeúnte ve a Kal y lo denuncia a la Corporación Lazarus como inmigrante indocumentado. Lazarus envía un destacamento militar liderado por los "Pacificadores" para arrestar a Kal, quien escapa volando.
Seis años después, Kal es atacado nuevamente por pacificadores en una mina de diamantes en Brasil, por usar su súper velocidad para ayudar a los trabajadores a cumplir con la cuota. Cuando Kal se agota creando una llamarada solar para defenderse, la agente Lois Lane se esposa a él para capturarlo, pero él vuela con ella atada para evitar que los pacificadores le disparen. Cuando las fuerzas de Lazarus continúan disparándoles, Lois ayuda a Kal a poner a salvo a las personas que los rodean. Sol termina de desatar las esposas y Kal se va volando, dejando a Lois fascinada por el encuentro. Lois entrevista a testigos oculares de Kal de los campos de trabajo de Lazarus en Dharavi, Orapa, Lages, Minsk, Juárez, Lai Châu, Cape Winelands, Pine Ridge y El Cairo, quienes lo llaman Superman. Lois rastrea a Kal hasta Orangi Town, donde la sigue Jimmy Olsen, un miembro del grupo terrorista anticorporativo Omega Men. Los dos pelean antes de que Jimmy reciba la ayuda de Omega Prime, el líder del grupo, y Lois es salvada por Kal, quien le dice que deje de buscarlo antes de que huya. Christopher Smith, uno de los pacificadores, arremete contra una multitud de civiles que se ríen de él tras la huida de Kal, asesinando a varios.
Tras enterarse de las acciones de Smith en Orangi, Kal se infiltra por la fuerza en una base militar de Lázaro, pero no logra encontrarlo. Sol le informa a Kal que alguien llamado Brainiac intenta infiltrarse en el sistema de su traje para comunicarse con él, y que Brainiac le ofrece la ubicación de Smith a cambio de hablar con Kal. Kal vuela a Kansas, diciéndole a Sol que ya no quiere encontrar a Smith, preocupado por no poder evitar matarlo si lo hace.